# بلکلی (جورجیا)
بلکلی، جورجیا (به انگلیسی: Blakely, Georgia) یک شهر در ایالات متحده آمریکا با جمعیت ۵٬۰۶۸ نفر است که در جورجیا واقع شده‌است.

## موقعیت جغرافیایی
موقعیت جغرافیایی شهرها و مناطق اطراف به شرح زیر است:

## نگارخانه

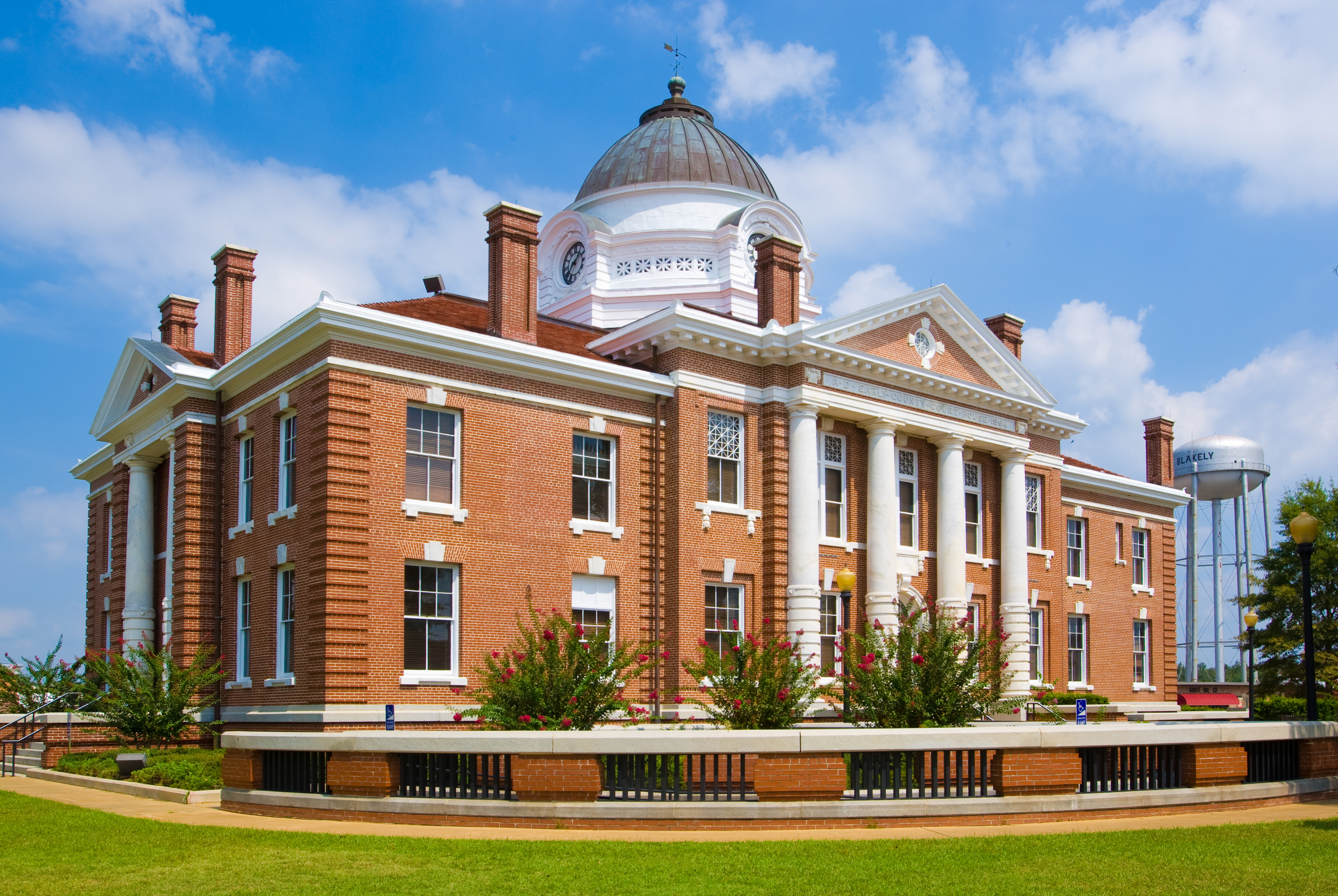